# Château de Pompignac
Le château de Pompignac est un château situé sur la commune de Val d'Arcomie, dans le département français du Cantal en région Auvergne-Rhône-Alpes.

## Localisation
Le château est situé dans l'ancienne commune française de Loubaresse, au sein de la Margeride.

## Historique
Le château, érigé en 1342 par le comte d'Armagnac, fut cédé en 1380 par les d'Armagnac à la famille de Pompignac, dont il prit alors le nom. En 1790, il subit d'importantes modifications, notamment la démolition de deux tourelles situées au niveau du corps de logis et la suppression du chemin de ronde.

## Description
Le plan montre un grand rectangle avec des tourelles situées sur deux côtés opposés : l'une abritant un escalier, l'autre donnant accès aux latrines. À l'intérieur, on trouve des salles voûtées et de vastes cheminées. 

## Protection
Le château de Pompignac est inscrit au titre des monuments historiques par arrêté du 1er octobre 1941.